# Campeonato Uruguayo de Primera División Amateur 2021
El Campeonato Uruguayo de Primera División Amateur 2021 fue el 105º torneo de tercera categoría organizado por la AUF, correspondiente al año 2021.

## Sistema de disputa
La liga se conformó inicialmente por 21 clubes, divididos en 2 series de 10 y 11 equipos respectivamente. Los cuatro equipos mejores posicionados de cada serie se clasificaron a la liguilla final, a una sola rueda y sumando los puntos de la primera fase.
De los cotejos definitorios salió el campeón de la temporada, con el ascenso correspondiente, junto al clasificado al repechaje (vicecampeón), que llevó adelante dos encuentros frente al club que finalizó en la penúltima posición de la tabla del descenso del Campeonato Uruguayo 2021 de la Segunda División Profesional.

## Equipos participantes

### Relevo de plazas
| Club       | Descendido como                            |
| ---------- | ------------------------------------------ |
| Tacuarembó | Último lugar en la tabla del descenso 2020 |

| Club              | Última participación en AUF |
| ----------------- | --------------------------- |
| Deportivo Colonia | Primera División 2005-06    |
| Paysandú          | Segunda División 2006       |
| Salto             | Segunda División 2004       |

| Club               | Ascendido como                              |
| ------------------ | ------------------------------------------- |
| Uruguay Montevideo | Campeón de la Primera División Amateur 2020 |

## Información de equipos
Son 21 los equipos que participarán en esta temporada, tres más que la edición anterior, debido a los retornos de Salto, Paysandú y Deportivo Colonia.
Frontera Rivera solicitó participar de esta edición, pero luego a un juicio de este club hacia la AUF por no dejarlos participar, donde el fallo resultó favorable a la AUF, el club no pudo participar.
| Equipo            | Ciudad           | Estadio de localía    | Capacidad | Fundación               | Temporadas | Temp. Consecutivas | Títulos | Indumentaria | 2020         |
| ----------------- | ---------------- | --------------------- | --------- | ----------------------- | ---------- | ------------------ | ------- | ------------ | ------------ |
| Alto Perú         | Montevideo       | Víctor Della Valle    | 2.500     | 1 de mayo de 1940       | 50         | 25                 | 1       | Mgr Sport    | 18°          |
| Artigas           | Montevideo       | Víctor Della Valle    | 2.500     | 8 de marzo de 1927      | 29         | 7                  | 3       | Nass         | 12°          |
| Basáñez           | Montevideo       | La Bombonera          | 2.000     | 1 de abril de 1920      | 32         | 11                 | 1       | Mgr Sport    | 5°           |
| Bella Vista       | Montevideo       | José Nasazzi          | 5.002     | 4 de octubre de 1920    | 7          | 2                  | 3       | Starbade     | 8°           |
| Canadian          | Montevideo       | Víctor Della Valle    | 2.500     | 14 de febrero de 2011   | 6          | 4                  | 1       | Kelme        | 15°          |
| Colón             | Montevideo       | Olímpico Pedro Arispe | 6.190     | 12 de marzo de 1907     | 31         | 12                 | 4       | Mgr Sport    | 2°           |
| Deportivo Colonia | Juan Lacaze      | Prof. Alberto Suppici | 6.168     | 16 de octubre de 1999   | 1          | 1                  | 0       | Mgr Sport    | No participó |
| Huracán           | Montevideo       | Parque Maracaná       | 3.364     | 1 de agosto de 1954     | 27         | 4                  | 3       | Mass         | 4°           |
| Huracán Buceo     | Montevideo       | Víctor Della Valle    | 2.500     | 15 de marzo de 1937     | 17         | 5                  | 1       | Starbade     | 13°          |
| La Luz            | Montevideo       | Prof. Alberto Suppici | 6.168     | 19 de abril de 1929     | 50         | 6                  | 3       | Starbade     | 3°           |
| Los Halcones      | Montevideo       | Víctor Della Valle    | 2.500     | 20 de noviembre de 2013 | 7          | 7                  | 0       | TDH Sports   | 17°          |
| Mar de Fondo      | Montevideo       | Víctor Della Valle    | 2.500     | 25 de agosto de 1934    | 34         | 3                  | 4       | Mgr Sport    | 14°          |
| Miramar Misiones  | Montevideo       | Luis Méndez Piana     | 4.000     | 25 de junio de 1980     | 2          | 2                  | 0       | Borac        | 6°           |
| Oriental          | La Paz           | Complejo Rentistas    | 3.632     | 24 de junio de 1924     | 29         | 3                  | 4       | Mgr Sport    | 11°          |
| Parque del Plata  | Parque del Plata | Víctor Della Valle    | 2.500     | 17 de mayo de 1947      | 33         | 5                  | 0       | SG Sport     | 9°           |
| Paysandú          | Paysandú         | Artigas               | 21.000    | 7 de marzo de 2003      | 1          | 1                  | 0       | Rondos       | No participó |
| Platense          | Montevideo       | Víctor Della Valle    | 2.500     | 1 de mayo de 1935       | 57         | 13                 | 4       | Mgr Sport    | 16°          |
| Potencia          | Montevideo       | Parque ANCAP          | 1.500     | 13 de febrero de 2001   | 11         | 11                 | 0       | Mgr Sport    | 7°           |
| Salto             | Salto            | Juan José Vispo Mari  | 3.000     | 19 de noviembre de 2002 | 1          | 1                  | 0       | Kelme        | No participó |
| Salus             | Montevideo       | Parque Salus          | 2.000     | 10 de abril de 1928     | 27         | 10                 | 2       | Breus        | 10°          |
| Tacuarembó        | Tacuarembó       | Ing. Raúl S. Goyenola | 6.156     | 11 de noviembre de 1998 | 1          | 1                  | 1       | Mgr Sport    |              |

### Distribución geográfica de los equipos
| Localidad        | Cantidad | Equipos |
| ---------------- | -------- | --- |
| Montevideo       | 15       | Alto Perú, Artigas, Basáñez, Bella Vista, Canadian, Colón, Huracán, Huracán Buceo, La Luz, Los Halcones, Mar de Fondo, Miramar Misiones, Platense, Potencia, Salus |
| La Paz           | 1        | Oriental |
| Parque del Plata | 1        | Parque del Plata |
| Juan Lacaze      | 1        | Deportivo Colonia |
| Tacuarembó       | 1        | Tacuarembó |
| Paysandú         | 1        | Paysandú |
| Salto            | 1        | Salto |

## Sorteo
El orden de los números asignados a cada club determinará los cruces entre los equipos.
| Serie A |                  |
| #       | Equipo           |
| 1       | Paysandú         |
| 2       | Salto            |
| 3       | Huracán          |
| 4       | Alto Perú        |
| 5       | Basáñez          |
| 6       | Los Halcones     |
| 7       | Miramar Misiones |
| 8       | Mar de Fondo     |
| 9       | Bella Vista      |
| 10      | Huracán Buceo    |

| Serie B |                   |
| #       | Equipo            |
| 1       | Deportivo Colonia |
| 2       | Tacuarembó        |
| 3       | Potencia          |
| 4       | Oriental          |
| 5       | Colón             |
| 6       | Salus             |
| 7       | Parque del Plata  |
| 8       | Canadian          |
| 9       | La Luz            |
| 10      | Artigas           |
| 11      | Platense          |

## Primera rueda

### Serie A - Luis Villar
| Pos. | Equipo           | Pts. | PJ | G | E | P | GF | GC | Dif. |  |
| ---- | ---------------- | ---- | -- | - | - | - | -- | -- | ---- |  |
| 1    | Bella Vista      | 20   | 9  | 6 | 2 | 1 | 11 | 6  | +5   |  |
| 2    | Basáñez          | 18   | 9  | 5 | 3 | 1 | 14 | 4  | +10  |  |
| 3    | Miramar Misiones | 17   | 9  | 5 | 2 | 2 | 21 | 9  | +12  |  |
| 4    | Salto            | 16   | 9  | 4 | 4 | 1 | 14 | 5  | +9   |  |
| 5    | Paysandú         | 11   | 9  | 2 | 5 | 2 | 12 | 7  | +5   |  |
| 6    | Huracán Buceo    | 11   | 9  | 2 | 5 | 2 | 10 | 10 | 0    |  |
| 7    | Mar de Fondo     | 9    | 9  | 2 | 3 | 4 | 9  | 12 | −3   |  |
| 8    | Huracán          | 8    | 9  | 2 | 2 | 5 | 10 | 15 | −5   |  |
| 9    | Los Halcones     | 6    | 9  | 1 | 3 | 5 | 5  | 17 | −12  |  |
| 10   | Alto Perú        | 3    | 9  | 0 | 3 | 6 | 5  | 26 | −21  |  |

 Fuente: AUF
|  | Clasificado a liguilla por el ascenso. |

### Serie B - Jorge Pérez
| Pos. | Equipo            | Pts. | PJ | G | E | P | GF | GC | Dif. |  |
| ---- | ----------------- | ---- | -- | - | - | - | -- | -- | ---- |  |
| 1    | Tacuarembó        | 22   | 10 | 6 | 4 | 0 | 20 | 6  | +14  |  |
| 2    | La Luz            | 20   | 10 | 6 | 2 | 2 | 18 | 9  | +9   |  |
| 3    | Colón             | 17   | 10 | 4 | 5 | 1 | 18 | 10 | +8   |  |
| 4    | Salus             | 17   | 10 | 4 | 5 | 1 | 11 | 7  | +4   |  |
| 5    | Oriental          | 16   | 10 | 3 | 4 | 3 | 10 | 9  | +1   |  |
| 6    | Canadian          | 15   | 10 | 5 | 1 | 4 | 15 | 15 | 0    |  |
| 7    | Artigas           | 13   | 10 | 3 | 4 | 3 | 11 | 9  | +2   |  |
| 8    | Platense          | 9    | 10 | 4 | 0 | 6 | 15 | 20 | −5   |  |
| 9    | Deportivo Colonia | 9    | 10 | 2 | 3 | 5 | 13 | 18 | −5   |  |
| 10   | Potencia          | 7    | 10 | 2 | 1 | 7 | 7  | 23 | −16  |  |
| 11   | Parque del Plata  | 5    | 10 | 1 | 2 | 7 | 12 | 23 | −11  |  |

 Fuente: AUF
Notas:
1. ↑  A Oriental se le resto 1 punto por el partido ante Canadian y se le sumaron 3 por el partido ante Platense.
2. ↑  El partido entre Oriental y Canadian fue suspendido el 9 de octubre, y el 21 de octubre la Comisión Disciplinaria dio el partido finalizado 0-0 y la quita de 1 punto a ambos equipos.
3. ↑  El partido entre Platense y Oriental termino 2-1 a favor de Platense, el 21 de octubre la mesa ejecutiva le otorgo los 3 puntos a Oriental por que Platense utilizo un jugador inhabilitado.

|  | Clasificado a liguilla por el ascenso. |

### Resultados
| Alto Perú                   | 1:1 | Huracán Buceo    | Victor Della Valle     | 7 de septiembre | 15:30 | Serie A |
| Huracán                     | 3:1 | Mar de Fondo     | Parque Maracaná        | 7 de septiembre | 15:30 | Serie A |
| Paysandú                    | 0:0 | Los Halcones     | Parque Artigas         | 7 de septiembre | 15:30 | Serie A |
| Salto                       | 0:0 | Basáñez          | Vispo Mari             | 8 de septiembre | 15:30 | Serie A |
| Miramar Misiones            | 2:3 | Bella Vista      | Jardines del Hipódromo | 8 de septiembre | 15:30 | Serie A |
| Platense                    | 4:0 | Parque del Plata | Victor Della Valle     | 7 de septiembre | 12:30 | Serie B |
| Deportivo Colonia           | 2:2 | Salus            | Suppici                | 7 de septiembre | 15:30 | Serie B |
| Artigas                     | 0:3 | Oriental         | Parque Ancap           | 7 de septiembre | 15:30 | Serie B |
| Colón                       | 1:2 | Potencia         | Complejo Rentistas     | 9 de septiembre | 10:00 | Serie B |
| Canadian                    | 0:2 | La Luz           | Complejo Rentistas     | 9 de septiembre | 13:00 | Serie B |
| Libre: Tacuarembó (Serie B) |     |                  |                        |                 |       |         |

| Huracán Buceo             | 0:1 | Huracán FC        | Victor Della Valle        | 11 de septiembre | 12:30 | Serie A |
| Basáñez                   | 2:0 | Miramar Misiones  | Parque Ancap              | 11 de septiembre | 15:30 | Serie A |
| Los Halcones              | 0:3 | Salto             | Victor Della Valle        | 12 de septiembre | 15:30 | Serie A |
| Paysandú                  | 5:0 | Alto Perú         | Parque Artigas (Paysandú) | 12 de septiembre | 15:30 | Serie A |
| Bella Vista               | 2:1 | Mar de Fondo      | José Nasazzi              | 12 de septiembre | 15:30 | Serie A |
| Potencia                  | 1:0 | Deportivo Colonia | Victor Della Valle        | 11 de septiembre | 15:30 | Serie B |
| La Luz                    | 3:1 | Platense          | Suppici                   | 12 de septiembre | 12:30 | Serie B |
| Parque del Plata          | 0:1 | Artigas           | Victor Della Valle        | 12 de septiembre | 12:30 | Serie B |
| Salus                     | 2:0 | Canadian          | Parque Salus              | 12 de septiembre | 15:30 | Serie B |
| Tacuarembó                | 1:1 | Colón             | Raúl Goyenola             | 12 de septiembre | 15:30 | Serie B |
| Libre: Oriental (Serie B) |     |                   |                           |                  |       |         |

| Bella Vista            | 1:0 | Basáñez          | José Nasazzi       | 15 de septiembre | 10:00 | Serie A |
| Miramar Misiones       | 2:0 | Los Halcones     | Olímpico           | 15 de septiembre | 10:00 | Serie A |
| Mar de Fondo           | 3:0 | Huracán Buceo    | Victor Della Valle | 15 de septiembre | 12:00 | Serie A |
| Alto Perú              | 0:4 | Salto            | Victor Della Valle | 15 de septiembre | 15:30 | Serie A |
| Huracán FC             | 0:2 | Paysandú         | Parque Maracaná    | 15 de septiembre | 15:30 | Serie A |
| La Luz                 | 1:0 | Artigas          | Suppici            | 15 de septiembre | 12:00 | Serie B |
| Oriental               | 3:1 | Parque del Plata | Complejo Rentistas | 15 de septiembre | 12:30 | Serie B |
| Deportivo Colonia      | 0:3 | Tacuarembó       | Suppici            | 15 de septiembre | 15:30 | Serie B |
| Salus                  | 2:1 | Platense         | Parque Salus       | 15 de septiembre | 15:30 | Serie B |
| Canadian               | 4:1 | Potencia         | Parque Ancap       | 15 de septiembre | 15:30 | Serie B |
| Libre: Colón (Serie B) |     |                  |                    |                  |       |         |

| Basáñez                           | 0:0 | Mar de Fondo      | Victor Della Valle       | 18 de septiembre | 15:30 | Serie A |
| Miramar Misiones                  | 7:0 | Alto Perú         | Parque Méndez Piana      | 18 de septiembre | 15:30 | Serie A |
| Los Halcones                      | 0:1 | Bella Vista       | Victor Della Valle       | 19 de septiembre | 15:30 | Serie A |
| Paysandú                          | 1:1 | Huracán Buceo     | Parque Artigas(Paysandú) | 19 de septiembre | 15:30 | Serie A |
| Salto                             | 3:2 | Huracán FC        | Vispo Mari               | 19 de septiembre | 15:30 | Serie A |
| Potencia                          | 0:1 | Platense          | Victor Della Valle       | 18 de septiembre | 12:00 | Serie B |
| Colón                             | 2:1 | Deportivo Colonia | Complejo Rentistas       | 18 de septiembre | 15:30 | Serie B |
| Salus                             | 0:0 | Artigas           | Parque Salus             | 18 de septiembre | 15:30 | Serie B |
| La Luz                            | 0:0 | Oriental          | Supicci                  | 19 de septiembre | 14:30 | Serie B |
| Tacuarembó                        | 3:1 | Canadian          | Raúl Goyenola            | 19 de septiembre | 15:30 | Serie B |
| Libre: Parque del Plata (Serie B) |     |                   |                          |                  |       |         |

| Bella Vista                        | 1:0 | Alto Perú        | José Nasazzi       | 25 de septiembre | 11:00 | Serie A |
| Huracán Buceo                      | 1:1 | Salto            | Victor Della Valle | 25 de septiembre | 15:30 | Serie A |
| Basáñez                            | 4:0 | Los Halcones     | Parque Salus       | 26 de septiembre | 15:30 | Serie A |
| Mar de Fondo                       | 1:1 | Paysandú         | Parque Ancap       | 26 de septiembre | 15:30 | Serie A |
| Huracán FC                         | 1:4 | Miramar Misiones | Parque Maracaná    | 26 de septiembre | 15:30 | Serie A |
| Artigas                            | 4:0 | Potencia         | Victor Della Valle | 21 de septiembre | 15:30 | Serie B |
| Oriental                           | 1:1 | Salus            | Complejo Rentistas | 22 de septiembre | 10:00 | Serie B |
| Canadian                           | 1:1 | Colón            | Victor Della Valle | 22 de septiembre | 12:00 | Serie B |
| Platense                           | 0:3 | Tacuarembó       | Victor Della Valle | 22 de septiembre | 15:30 | Serie B |
| Parque del Plata                   | 0:2 | La Luz           | Victor Della Valle | 23 de septiembre | 15:30 | Serie B |
| Libre: Deportivo Colonia (Serie B) |     |                  |                    |                  |       |         |

| Miramar Misiones        | 2:2 | Huracán Buceo     | Parque Méndez Piana | 29 de septiembre | 10:00 | Serie A |
| Los Halcones            | 1:1 | Mar de Fondo      | Victor Della Valle  | 29 de septiembre | 12:30 | Serie A |
| Alto Perú               | 0:3 | Basáñez           | Victor Della Valle  | 29 de septiembre | 15:30 | Serie A |
| Salto                   | 0:0 | Paysandú          | Vispo Mari          | 29 de septiembre | 15:30 | Serie A |
| Huracán                 | 0:0 | Bella Vista       | Parque Maracaná     | 29 de septiembre | 15:30 | Serie A |
| Artigas                 | 1:1 | Tacuarembó        | Victor Della Valle  | 25 de septiembre | 12:00 | Serie B |
| Oriental                | 0:0 | Potencia          | Complejo Rentistas  | 26 de septiembre | 10:00 | Serie B |
| Parque del Plata        | 0:1 | Salus             | Victor Della Valle  | 26 de septiembre | 12:30 | Serie B |
| Platense                | 2:5 | Colón             | Parque Ancap        | 26 de septiembre | 12:30 | Serie B |
| Canadian                | 1:2 | Deportivo Colonia | Victor Della Valle  | 26 de septiembre | 15:30 | Serie B |
| Libre: La Luz (Serie B) |     |                   |                     |                  |       |         |

| Los Halcones              | 2:2 | Alto Perú        | Victor Della Valle        | 2 de octubre     | 12:00 | Serie A |
| Huracán Buceo             | 1:0 | Bella Vista      | Victor Della Valle        | 3 de octubre     | 12:00 | Serie A |
| Mar de Fondo              | 0:2 | Salto            | Victor Della Valle        | 3 de octubre     | 15:30 | Serie A |
| Paysandú                  | 1:1 | Miramar Misiones | Parque Artigas (Paysandú) | 3 de octubre     | 15:30 | Serie A |
| Basáñez                   | 2:1 | Huracán          | José Nasazzi              | 3 de octubre     | 15:30 | Serie A |
| Tacuarembó                | 2:1 | Oriental         | Raúl Goyenola             | 29 de septiembre | 12:00 | Serie B |
| Colón                     | 1:1 | Artigas          | Parque Ancap              | 29 de septiembre | 12:30 | Serie B |
| Potencia                  | 2:4 | Parque del Plata | Parque Ancap              | 29 de septiembre | 15:30 | Serie B |
| Salus                     | 1:2 | La Luz           | Parque Salus              | 29 de septiembre | 15:30 | Serie B |
| Deportivo Colonia         | 2:3 | Platense         | Supicci                   | 29 de septiembre | 15:30 | Serie B |
| Libre: Canadian (Serie B) |     |                  |                           |                  |       |         |

| Miramar Misiones       | 1:0 | Salto             | Parque Méndez Piana | 9 de octubre  | 15:30 | Serie A |
| Bella Vista            | 2:1 | Paysandú          | José Nasazzi        | 9 de octubre  | 15:30 | Serie A |
| Alto Perú              | 1:2 | Mar de Fondo      | Víctor Della Valle  | 10 de octubre | 12:30 | Serie A |
| Huracán                | 1:2 | Los Halcones      | Parque Maracaná     | 10 de octubre | 15:30 | Serie A |
| Huracán Buceo          | 1:1 | Basáñez           | Estacio Olímpico    | 10 de octubre | 15:30 | Serie A |
| Platense               | 0:1 | Canadian          | Parque Ancap        | 2 de octubre  | 12:00 | Serie B |
| La Luz                 | 4:0 | Potencia          | Supicci             | 2 de octubre  | 13:00 | Serie B |
| Artigas                | 0:0 | Deportivo Colonia | Víctor Della Valle  | 2 de octubre  | 15:30 | Serie B |
| Parque del Plata       | 1:3 | Tacuarembó        | Parque Ancap        | 2 de octubre  | 15:30 | Serie B |
| Oriental               | 0:3 | Colón             | Martínez Monegal    | 3 de octubre  | 15:30 | Serie B |
| Libre: Salus (Serie B) |     |                   |                     |               |       |         |

| Los Halcones              | 0:3 | Huracán Buceo    | Estadio Olímpico          | 13 de octubre | 12:30 | Serie A |
| Mar de Fondo              | 0:2 | Miramar Misiones | Estadio Olímpico          | 13 de octubre | 15:30 | Serie A |
| Salto                     | 1:1 | Bella Vista      | Vispo Mari                | 13 de octubre | 15:30 | Serie A |
| Paysandú                  | 1:2 | Basáñez          | Parque Artigas (Paysandú) | 13 de octubre | 15:30 | Serie A |
| Alto Perú                 | 1:1 | Huracán          | Víctor Della Valle        | 14 de octubre | 15:30 | Serie A |
| Canadian                  | 2:1 | Artigas          | Victor Della Valle        | 6 de octubre  | 12:00 | Serie B |
| Colón                     | 2:2 | Parque del Plata | Victor Della Valle        | 6 de octubre  | 15:30 | Serie B |
| Potencia                  | 1:2 | Salus            | Parque Ancap              | 6 de octubre  | 15:30 | Serie B |
| Tacuarembó                | 1:1 | La Luz           | Raúl Goyenola             | 6 de octubre  | 15:30 | Serie B |
| Deportivo Colonia         | 0:1 | Oriental         | Supicci                   | 6 de octubre  | 15:30 | Serie B |
| Libre: Platense (Serie B) |     |                  |                           |               |       |         |

| Parque del Plata          | 2:2 | Deportivo Colonia | Victor Della Valle | 9 de octubre  | 15:30 | Serie B |
| Oriental                  | 1:2 | Canadian          | Complejo Rentistas | 9 de octubre  | 16:00 | Serie B |
| Salus                     | 0:0 | Tacuarembó        | Estadio Olímpico   | 10 de octubre | 12:30 | Serie B |
| La Luz                    | 0:2 | Colón             | Supicci            | 10 de octubre | 13:00 | Serie B |
| Artigas                   | 3:1 | Platense          | Víctor Della Valle | 10 de octubre | 15:30 | Serie B |
| Libre: Potencia (Serie B) |     |                   |                    |               |       |         |

| Platense                 | 2:1 | Oriental         | Víctor Della Valle | 13 de octubre | 12:30 | Serie B |
| Colón                    | 0:0 | Salus            | Víctor Della Valle | 13 de octubre | 15:30 | Serie B |
| Deportivo Colonia        | 4:3 | La Luz           | Supicci            | 13 de octubre | 15:30 | Serie B |
| Tacuarembó               | 3:0 | Potencia         | Raúl Goyenola      | 13 de octubre | 19:30 | Serie B |
| Canadian                 | 3:2 | Parque del Plata | Víctor Della Valle | 14 de octubre | 12:30 | Serie B |
| Libre: Artigas (Serie B) |     |                  |                    |               |       |         |

## Segunda rueda
Participan 4 equipos clasificados de cada serie, arrastrando el puntaje obtenido en la Primera Fase. A efectos de igualar la situación de los equipos que provienen de Serie A (9 partidos jugados) y los de Serie B (10 partidos jugados), a los primeros se les aplicó un coeficiente de multiplicación de 1,111 con respecto al puntaje que habían obtenido.

### Clasificación final
| Pos.                                          | Equipo               | PJ | PG | PE | PP | GF | GC | DG  | Pts    |
| --------------------------------------------- | -------------------- | -- | -- | -- | -- | -- | -- | --- | ------ |
| 1.°                                           | Miramar Misiones (C) | 16 | 10 | 4  | 2  | 31 | 12 | +19 | 35,889 |
| 2.°                                           | Tacuarembó*          | 17 | 9  | 7  | 1  | 28 | 11 | +17 | 34,000 |
| 3.°                                           | La Luz*              | 17 | 10 | 4  | 3  | 26 | 13 | +13 | 34,000 |
| 4.°                                           | Bella Vista          | 16 | 9  | 4  | 3  | 16 | 10 | +6  | 33,222 |
| 5.°                                           | Basáñez              | 16 | 8  | 3  | 5  | 20 | 11 | +9  | 29,000 |
| 6.°                                           | Salto                | 16 | 5  | 6  | 5  | 20 | 14 | +6  | 22,778 |
| 7.°                                           | Colón                | 17 | 5  | 6  | 6  | 22 | 20 | +2  | 21,000 |
| 8.°                                           | Salus                | 17 | 4  | 9  | 4  | 14 | 16 | -1  | 21,000 |
| Datos Actualizados al 25 de noviembre de 2021 |                      |    |    |    |    |    |    |     |        |

| \| \| Campeón. Asciende al Campeonato Uruguayo de Segunda División 2022. \| \| \| Vicecampeón. Disputa repechaje por el ascenso al Campeonato Uruguayo de Segunda División 2022. \| - Tacuarembó y La Luz jugarán un partido desempate para definir al vicecampeón del torneo. |                                                                                                |
| | Campeón. Asciende al Campeonato Uruguayo de Segunda División 2022.                             |
| | Vicecampeón. Disputa repechaje por el ascenso al Campeonato Uruguayo de Segunda División 2022. |

### Resultados
| Miramar Misiones | 3:2 | Tacuarembó | Parque Méndez Piana  | 17 de octubre | 15:30 |
| Bella Vista      | 2:0 | Salto      | Estadio José Nasazzi | 17 de octubre | 15:30 |
| Basáñez          | 3:0 | Salus      | Estadio Olímpico     | 18 de octubre | 15:30 |
| Colón            | 0:1 | La Luz     | Parque Ancap         | 18 de octubre | 15:30 |

| Miramar Misiones | 2:0 | Basáñez    | Parque Méndez Piana     | 23 de octubre | 15:30 |
| La Luz           | 1:1 | Salus      | Complejo Rentistas      | 24 de octubre | 10:00 |
| Bella Vista      | 0:0 | Colón      | Estadio José Nasazzi    | 24 de octubre | 15:30 |
| Salto            | 0:0 | Tacuarembó | Estadio José Vispo Mari | 24 de octubre | 15:30 |

| La Luz  | 1:0 | Bella Vista      | Estadio Víctor Della Valle | 30 de octubre | 15:30 |
| Basáñez | 2:1 | Salto            | Estadio Obdulio Varela     | 30 de octubre | 15:30 |
| Colón   | 0:2 | Tacuarembó       | Estadio Olímpico           | 30 de octubre | 15:30 |
| Salus   | 0:0 | Miramar Misiones | Parque Ancap               | 30 de octubre | 15:30 |

| Salto       | 0:1 | Miramar Misiones | Estadio José Vispo Mari | 6 de noviembre | 16:00 |
| Colón       | 0:1 | Basáñez          | Estadio Olímpico        | 7 de noviembre | 10:00 |
| La Luz      | 1:2 | Tacuarembó       | Estadio Olímpico        | 7 de noviembre | 16:00 |
| Bella Vista | 1:0 | Salus            | Estadio José Nasazzi    | 7 de noviembre | 16:00 |

| Bella Vista      | 0:0 | Tacuarembó | Estadio José Nasazzi   | 13 de noviembre | 16:30 |
| La Luz           | 2:0 | Basáñez    | Parque Paladino        | 13 de noviembre | 16:30 |
| Salus            | 0:0 | Salto      | Parque Ancap           | 13 de noviembre | 16:30 |
| Miramar Misiones | 1:0 | Colón      | Estadio Obdulio Varela | 13 de noviembre | 16:30 |

| Colón      | 2:4 | Salto            | Estadio Olímpico       | 16 de noviembre | 10:00 |
| Tacuarembó | 1:1 | Salus            | Estadio Goyenola       | 18 de noviembre | 16:30 |
| Basáñez    | 0:1 | Bella Vista      | Estadio Obdulio Varela | 18 de noviembre | 16:30 |
| La Luz     | 0:0 | Miramar Misiones | Parque Paladino        | 18 de noviembre | 16:30 |

| Salus       | 1:2 | Colón                | Parque Ancap            | 25 de noviembre | 16:30 |
| Tacuarembó  | 1:0 | Basáñez              | Estadio Raúl Goyenola   | 25 de noviembre | 16:30 |
| Salto       | 1:2 | La Luz               | Estadio José Vispo Mari | 25 de noviembre | 16:30 |
| Bella Vista | 1:3 | Miramar Misiones (C) | Estadio José Nasazzi    | 25 de noviembre | 16:30 |

### Campeón
|                                                                              |
| Bandera de Uruguay                                                           |
| Campeón Uruguayo de Primera División Amateur 2021 Miramar Misiones 1º título |

### Desempate Vicecampeón
| 30 de noviembre, 16:30 | La Luz | 3:0 (1:0) | Tacuarembó | Estadio Juan Antonio Lavalleja, Trinidad |  |

## Repechaje
El repechaje enfrentó por un lugar en la Segunda División Profesional de 2022 al Vicecampeón de la Primera Amateur frente al penúltimo en la Tabla del Descenso de la Segunda División. 
| 6 de diciembre, 19:00 | Villa Teresa                                       | 2:0 (1:0) | La Luz | Estadio Charrúa, Montevideo |  |
|                       | Juan Pablo Fagúndez 45' · Nicolás Ayala 70' (pen.) |           |        |                             |  |

| 11 de diciembre, 17:15 | La Luz                                                                                                   | 3:1 (3:1, 2:1) (t. s.)(3:2 p.) | Villa Teresa                                                                                       | Estadio Luis Franzini, Montevideo |  |
|                        | Guillermo Méndez 35' · Alejandro Siles 45' · Jonathan Píriz 90+12'                                       |                                | 3' Bryan Osores                                                                                    |                                   |  |
|                        | | Tiros desde el punto penal     | |                                   |  |
|                        | Sebastián Cardozo · Guillermo Méndez · Rodrigo Viera · Diego Martiñones · Jonathan Píriz · Andrés García |                                | Renzo Ramírez · Matheus Cuello · Ignacio Currais · Matías Almirón · Jorge Ayala · Gianni Rodríguez |                                   |  |

- La Luz ganó en el resultado global con un marcador de 3:3 (3:2 (p)) y logró ascender a segunda para la siguiente temporada.

## Goleadores
| Jugador            | Club              | Goles | PJ | GPP  |
| ------------------ | ----------------- | ----- | -- | ---- |
| Martín Mederos     | Parque del Plata  | 7     | 8  | 0.88 |
| Gustavo Bortoli    | Deportivo Colonia | 7     | 10 | 0.7  |
| Guillermo Méndez   | La Luz            | 6     | 11 | 0.55 |
| Ignacio San Martín | Miramar Misiones  | 6     | 13 | 0.46 |

Fuente: AUF